# Rugenberger Schleuse

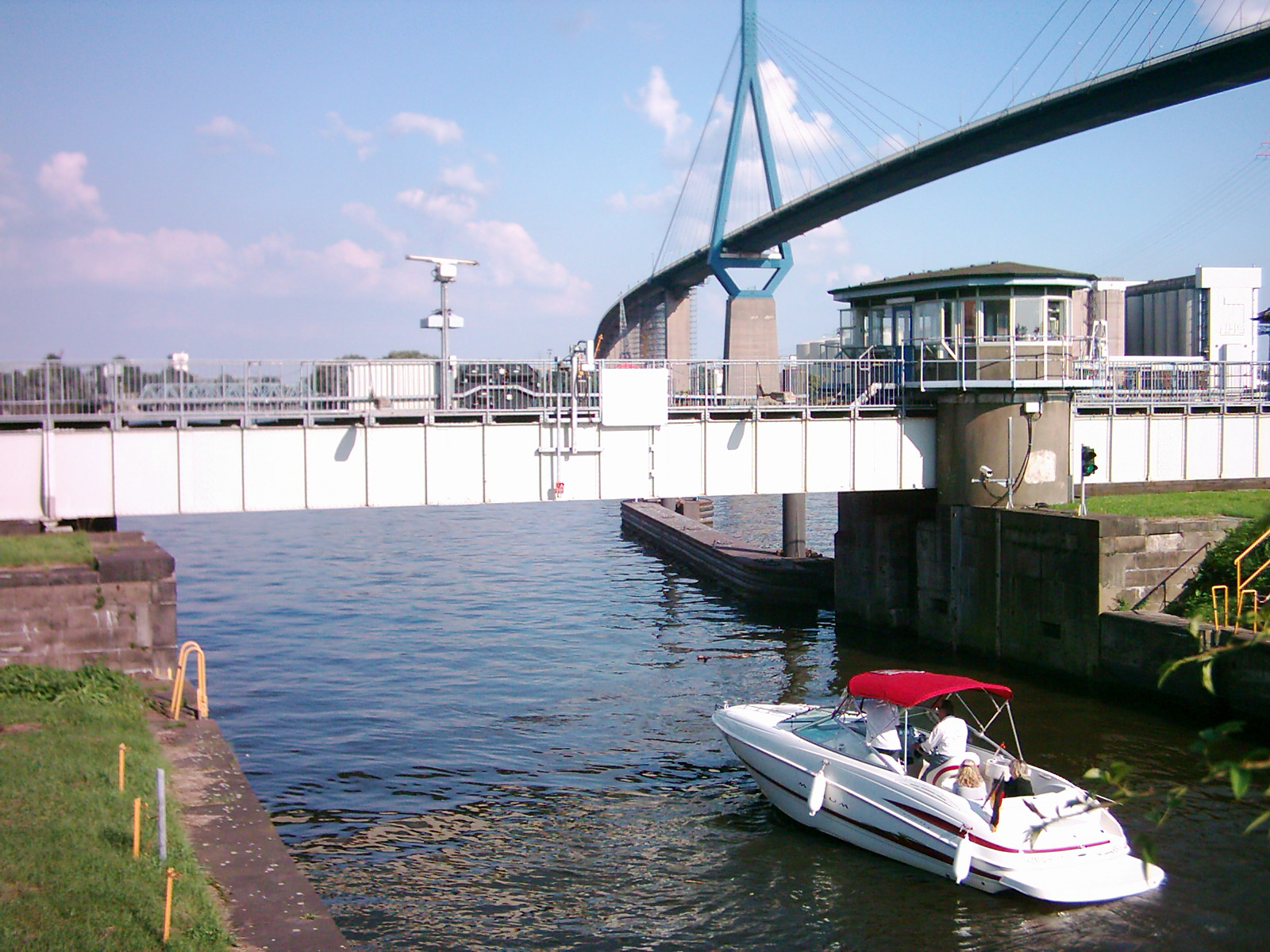
Die alte Rugenberger Schleuse, vom Rugenberger Hafen aus gesehen

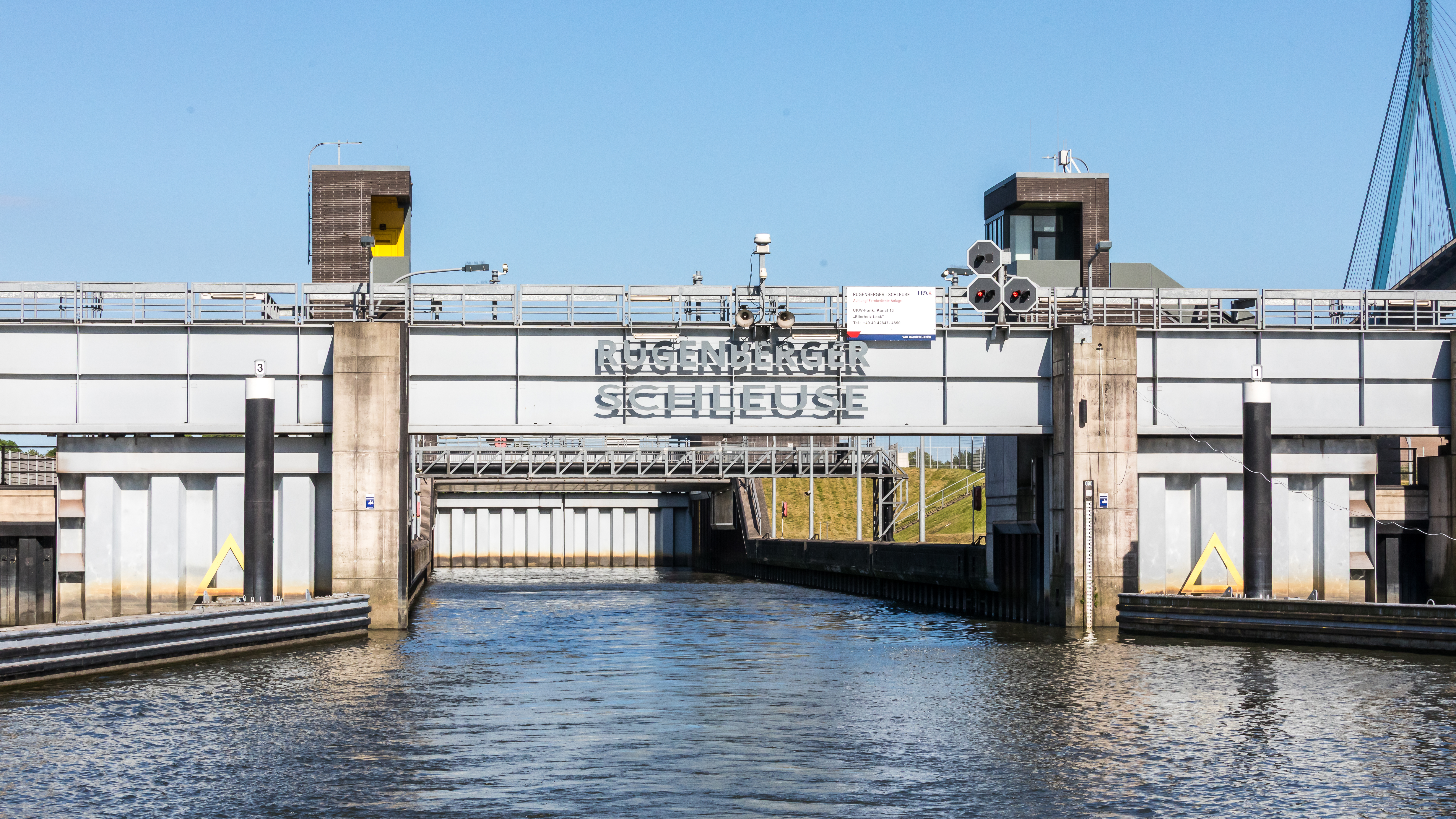
Rugenberger Schleuse (2025)

Die Rugenberger Schleuse wurde 1908 als Teil eines Generalplans angelegt, der die Dradenau und Finkenwerder zum Hafenerweiterungsgebiet erklärte und zur Erweiterung des Hamburger Hafens in westliche Richtung diente.
Im Zuge dessen wurde mit der Planung für weitere Hafenbecken begonnen.
Es sollten drei Seeschiffshäfen, ein Vorhafen dafür, ein Petroleumhafen, ein Flussschiffhafen, ein Yachthafen (der heutige Köhlfleethafen mit dem Yachtclubhaus) und ein Everhafen entstehen. Die Ausführung wurde nach dem Ersten Weltkrieg in Angriff genommen.
Für die Verbindung zwischen dem neuen Verlauf des Köhlbrands und dem neu zu schaffenden Hafenbecken Rugenberger Hafen, der Everhafen für den angrenzenden Waltershofer Hafen und Griesenwerder Hafen sowie Petroleumhafen wurde im Bereich des Werftgeländes von Pohl & Jozwiak auf Waltershof, die dafür zum neuen Standort am Tollerortweg (Kohlenschiffhafen) umgesiedelt wurde, eine neue Sperrschleuse 1913 fertiggestellt.
Diese Sperrschleuse hatte zwei Kammern, eine südliche und eine nördliche, von einhundertfünfzig Meter Länge und achtzehn Meter Breite.
Diese Sperrschleuse diente im Wesentlichen dafür, kleineren Fahrzeugen sowie Schlepp- und Schubverbänden eine kurze Umfuhr aus der Rethe und Richtung Harburg sowie durch den Roßkanal zu den Kuhwerder Häfen außerhalb der starken Strömung und Querung des Hauptfahrwassers auf der Elbe zu ermöglichen.
Die Schleuse war Tag und Nacht durch einen Schleusenmeister besetzt, der eine Schleusung ermöglichte. In jüngerer Zeit wurden alle Sperrschleusen im Hamburger Hafen auf Fernsteuerung umgestellt. Diese erfolgt Tag und Nacht unter Videobeobachtung von der Ellerholzschleuse aus.
Bis 2012 passierten bis zu 22.000 Fahrzeuge jährlich die Rugenberger Schleuse. Danach ist eine der beiden Kammern geschlossen worden, die andere wurde seitdem vollkommen erneuert. Die Straßenverbindung Rugenberger Damm, die über die Wasserstraße führt, wurde im Januar 2015 für den Straßenverkehr freigegeben. Der Neubau der Schleuse wurde Ende November 2015 fertiggestellt und zusammen mit einem neuen Fahrrad- und Fußweg in Betrieb genommen.